# 厚禄乡
厚禄乡，是中华人民共和国广西壮族自治区贵港市桂平市下辖的一个乡镇级行政单位。

## 行政区划
厚禄乡下辖以下地区：
厚禄社区、新圭村、延寿村、双寨村、莲祝村、镇良村、双井村和峡口村。